# Fontenay-sur-Eure
 Fontenay-sur-Eure  es una población y comuna francesa, en la región de  Centro, departamento de Eure y Loir, en el distrito de Chartres y cantón de Chartres-Sud-Ouest.

## Demografía
| 330 | 364 | 495 | 571 | 669 | 708 |
| Para los censos de 1962 a 1999 la población legal corresponde a la población sin duplicidades (Fuente: INSEE [Consultar]) |     |     |     |     |     |